# Калье-є Абдолла
Калье-є Абдолла (перс. قلعه عبداله) — село в Ірані, у дегестані Таразнагід, у Центральному бахші, шагрестані Саве остану Марказі. За даними перепису 2006 року, його населення становило 58 осіб, що проживали у складі 12 сімей.

## Клімат
Середня річна температура становить 18,41 °C, середня максимальна – 38,03 °C, а середня мінімальна – -3,51 °C. Середня річна кількість опадів – 249 мм.
| Клімат поселення                              | Клімат поселення | Клімат поселення | Клімат поселення | Клімат поселення | Клімат поселення | Клімат поселення | Клімат поселення | Клімат поселення | Клімат поселення | Клімат поселення | Клімат поселення | Клімат поселення | Клімат поселення |
| Показник                                      | Січ.             | Лют.             | Бер.             | Квіт.            | Трав.            | Черв.            | Лип.             | Серп.            | Вер.             | Жовт.            | Лист.            | Груд.            |                  |
| Середній максимум, °C                         | 13,72            | 16,23            | 20,21            | 26,91            | 32,26            | 37,27            | 38,03            | 36,80            | 32,69            | 26,15            | 19,69            | 13,59            |                  |
| Середня температура, °C                       | 5,10             | 7,60             | 11,60            | 18,28            | 23,64            | 28,66            | 31,21            | 29,97            | 25,87            | 19,34            | 12,89            | 6,78             |                  |
| Середній мінімум, °C                          | −3,51            | −1               | 2,99             | 9,68             | 15,03            | 20,04            | 24,41            | 23,16            | 19,05            | 12,52            | 6,04             | −0,04            |                  |
| Норма опадів, мм                              | 41               | 36               | 40               | 26               | 17               | 3                | 1                | 1                | 2                | 18               | 27               | 37               |                  |
| Середньомісячна швидкість вітру, м/с          | 1.60             | 2.30             | 2.74             | 3.20             | 3.01             | 3.00             | 3.24             | 2.96             | 2.50             | 2.36             | 1.98             | 1.52             |                  |
| Середньомісячна сонячна радіація, кДж/м²·день | 9413             | 12191            | 14720            | 18264            | 22202            | 26077            | 25413            | 23527            | 20069            | 14879            | 11078            | 8933             |                  |
| --------------------------------------------- | ---------------- | ---------------- | ---------------- | ---------------- | ---------------- | ---------------- | ---------------- | ---------------- | ---------------- | ---------------- | ---------------- | ---------------- | ---------------- |
| Джерело:                                      |                  |                  |                  |                  |                  |                  |                  |                  |                  |                  |                  |                  |                  |